# Szamarai metró
A Szamarai metró (orosz nyelven: Самарское Метро) az oroszországi Szamara városában található metróhálózat. Mindössze egy vonalból áll, melyen 10 állomás található, a hálózat teljes hossza 12,7 km.
A vágányok 1524 mm-es nyomtávolságúak, az áramellátás harmadik sínből történik, a feszültség 825 V egyenáram. Éves utasforgalma 15 600 000 fő (2016).
A forgalom 1987. december 26-án indult el.